# Raszyn (województwo lubuskie)
Raszyn (niem. Räschen, łuż. Rašyn) – wieś w Polsce położona w województwie lubuskim, w powiecie żarskim, w gminie Lubsko.
W latach 1975–1998 miejscowość położona była w województwie zielonogórskim.
Wieś wystąpiła pierwszy raz w dokumentach w roku 1541 pod niemieckimi nazwami Rechmer i Reschmer. We wcześniejszym okresie do wsi należały: folwark, domki mieszkalne, młyn wodny i wiatrak, oraz aż do lat czterdziestych XX wieku przędzalnia wełny czesankowej i zakład tłoczący obudowy aparatów telefonicznych. Znajduje się tam otynkowany kościół z ciemnym pokryciem i ładnymi architektonicznymi proporcjami.